# Tiberiu Urdăreanu
Tiberiu Urdăreanu (n. 29 iunie 1953, în Dej, județul Cluj, este un om de afaceri român, patronul grupului de firme UTI Grup.
Este fiul generalului Tiberiu S. Urdăreanu, fost șef al Comandamentului de Tancuri și Auto în vremea comunismului.
A absolvit Institutul Politehnic București - Facultatea de Automatică în 1977 și Universitatea din Leicester, Marea Britanie, în 1998.
Între 1978 și 1984 a lucrat în Ministerul Industriilor și Construcțiilor de Mașini, iar între 1984 și 1993, la Ministerul Apărării Naționale - Institutul de Cercetări al Armatei.
Din 1993, conduce UTI Grup..
Tiberiu Urdăreanu este maior în rezervă.

## Controverse
Pe 18 decembrie 2015, Tiberiu Urdăreanu a fost trimis în judecată de DNA pentru dare de mită într-un dosar penal în care a fost  implicat și fostul primar al orașului Iași, Gheorghe Nichita.
Pe  5 august 2020 Curtea de Apel București l-a condamnat definitiv pe Tiberiu Urdăreanu la 8 luni de închisoare cu suspendare în acest dosar.